# Здание школы в Дорчоле
Дорчолская восьмилетняя школа (серб. Зграда школе на Дорћолу) — школа в Белграде, имеет статус памятника культуры.

## Архитектура
Дорчолская восьмилетняя школа построена в 1893 году по проекту архитектора Милана Капетановича в стиле академизма XIX века. Согласно «Правилам о строительстве школ и о мебели школьной» 1881 года здание спроектировано как угловое; относится к первым специально построенным для школы современным зданиям в Белграде, учитывающим гигиенические требования. Здание соответствовало всем требованиям, которые предписывались для работы подобных заведений, включая выбор применяемых строительных материалов, планировку и площадь помещений, освещение и т. п. Здание спроектировано трёхэтажным. «Надрезом» угла здания автор сформировал три представительных фасада. Два примыкающих друг к другу, выполнены симметричными, с одинаковой расстановкой и числом оконным проёмов, с акцентированным входом, балконом и арочным окном в оси симметрии обоих фасадов, выполненных в стиле неоренессанса. Школа имеет цокольный и два надземных этажа, шестнадцать классов. Построена кирпичной кладкой на известковом растворе, с применением деревянного каркаса, за исключением цокольного этажа, где выполнены неглубокие прусские своды. Вертикальная коммуникация осуществляется по лестницам, расположенным по одной в каждом крыле. Школа представляла собой образец для последующего строительства школ в Сербии, по достигнутому уровню программы и оформления, что проявляется в ряде инноваций как в отношении применённых конструкций и оформления, так и в отношении оснащённости здания всеми инженерными коммуникациями в помещениях (гимнастический зал, бассейн, гардеробные, торжественный зал), до тех пор неизвестных в восьмилетних школах Сербии.
Вплоть до 1927 года Дорчолская восьмилетняя школа называлась «Сербской королевской основной школой», потом там была размещена Школа по обработке дерева, внутренней декорации и ландшафтной архитектуре. Похожее здание общественного назначения построено немного спустя для Государственной классовой лотереи.